# Alcol neopentilico
L'alcol neopentilico, chiamato anche 2,2-dimetil-propanolo, è un composto chimico di formula C5H12O che in condizioni standard si presenta come un solido cristallino di colore da bianco a trasparente e con un odore di menta piperita.

## Storia
L'alcol neopentilico fu descritto per la prima volta nel 1891 da L. Tissier, che lo preparò tramite la riduzione di una miscela di acido trimetilacetico e cloruro di trimetilacetile con amalgama di sodio.

## Caratteristiche strutturali e fisiche
Dal punto di vista strutturale si tratta di un alcool volatile, solubile in alcol ed etere. Forma una miscela esplosiva con l'aria. Il contatto con forti ossidanti e trisolfuro di idrogeno può causare incendi ed esplosioni.
| N. di atomi pesanti                  | 6              |
| N. di donatori di legami a idrogeno  | 1              |
| N. di accettori di legami a idrogeno | 1              |
| N. di legami ruotabili               | 1              |
| Massa monoisotopica                  | 88,088815002 u |
| Superficie polare                    | 20,2 Å²        |

| Affinità protonica      | 795,5 kJ/mol   |
| Basicità del gas        | 765,2 kJ/mol   |
| Energia di ionizzazione | 9,72 ± 0,05 eV |

| Gravità specifica     | 0,818                            |
| Volume molare         | 0,121103 m3/kmol al punto triplo |
| Volume molare         | 108,6 ± 3,0 cm³                  |
| Viscosità             | 2,5 mPa.S a 20°C                 |
| Tensione superficiale | 25,0 ± 3,0 dyne/cm               |
| Rifrattrività molare  | 26,7 ± 0,3 cm³                   |
| Polarizzabilità       | 10,6 ± 0,5 10⁻²⁴ cm³             |

| Densità di vapore relativa                                         | 3,0                                  |
| Pressione di vapore                                                | 16 mmHg a 20°C                       |
| Punto di ebollizione                                               | 385 ± 3K                             |
| Punto di fusione                                                   | 327K                                 |
| Entalpia di vaporizzazione                                         | 41,35 kJ/mol al punto di ebollizione |
| Entalpia di vaporizzazione                                         | 47,5 kJ/mol a 345K                   |
| Entalpia standard di formazione del gas ideale                     | -319,07 kJ/mol                       |
| Entalpia di fusione                                                | 2,9 kJ/mol a 328,2K                  |
| Entropia di fusione                                                | 13,43 J/mol*K a 146K                 |
| Entropia di fusione                                                | 0,79 J/mol*K a 213K                  |
| Entropia di fusione                                                | 16,88 J/mol*K a 264K                 |
| Entalpia del passaggio tra le due forme cristalline                | 4,463 kJ/mol a 242K                  |
| Entalpia del passaggio tra la prima forma cristallina e il liquido | 4.057 kJ/mol a 325K                  |
| Entropia del passaggio tra le due forme cristalline                | 18,4 J/mol*K a 242K                  |
| Entropia del passaggio tra la prima forma cristallina e il liquido | 12,5 J/mol*K a 325K                  |
| Costante della legge di Henry (k°H)                                | 50 mol/(kg*bar)                      |

| Limiti di esplosività | superiore: 9,7 %(V) |
| Limiti di esplosività | inferiore: 1,7 %(V) |

## Sintesi del composto
È difficile da distillare perché solido a temperatura ambiente. Può essere purificato tramite cristallizzazione frazionata e sublimazione. Il composto può essere sintetizzato a partire da:
- pe riduzione dell'acido pivalico in presenza di ossido di renio (VII)  (Re2O7) o tretossido di osmio (OsO4) in diossano a 90°C e 100 bar con una resa del 94,3%[27]
- 2-metil-2-propanolo, acido formico e acido solforico in un bagno di ghiaccio,[28]
- dall' idroperossido di diisobutilene,[29]

## Reattività e caratteristiche chimiche
È incompatibile con acidi forti. Reagisce violentemente con metalli alcalino-terrosi, liberando idrogeno. Può essere convertito in neopentil ioduro tramite trattamento con trifenilfosfite/metil ioduro.

### Reazioni
{\displaystyle {\ce {C5H11O- + H+ -> C5H12O}}}   ΔrH° = 1.559 ± 8,4 kJ/mol   ΔrG° = 1.532 ± 8,8 kJ/mol
{\displaystyle {\ce {C8H5- + C5H12O -> (C8H5- * C5H12O)}}}   ΔrH° = 101 ± 12 kJ/mol   ΔrS° = 123 J/mol K   ΔrG° = 64,9 ± 8,4 kJ/mol
{\displaystyle {\ce {C6H13O- + C5H12O -> (C6H13O- * C5H12O)}}}   ΔrH° = 119 kJ/mol   ΔrS° = 123 J/mol K   ΔrG° = 82,8 kJ/mol
{\displaystyle {\ce {C6H13O- + C5H12O -> (C6H13O- * C5H12O)}}}   ΔrH° = 119 ± 12 kJ/mol   ΔrG° = 82,4 ± 8,4 kJ/mol
{\displaystyle {\ce {C5H11O- + C5H12O -> (C5H11O- * C5H12O)}}}   ΔrH° = 121 ± 12 kJ/mol   ΔrG° = 83,3 ± 8,4 kJ/mol
{\displaystyle {\ce {(CH3)3CCH2OO + (CH3)3CCH2OO -> (CH3)3CCH2OH + C5H10O + O2}}}
{\displaystyle {\ce {CH3(CH2)4NCO + C5H12O ->[LiOR o C12H24O4Sn] C7H7NO2}}}
{\displaystyle {\ce {C5H12O + Ru3(CO)12 -> C5H10O2}}}
{\displaystyle {\ce {C5H12O ->[Ni, calore] C10H22O + H2O}}}

### Spettri analitici
- spettro 1D NMR[19]
- spettro 1H NMR[34]
- spettro 13C NMR[35]
- spettro 17O NMR[36]
- spettro GC-MS[37]
- spettro IR[38]
- spettro IR in fase di vapore[39]
- spettro FTIR[40]
- spettro ATR-IR[41]
- spettro Raman[42]

| Standard apolare      | 657, 652,6, 631 |
| Semi standard apolare | 633, 638        |

## Farmacologia e tossicologia

### Tossicologia
Il composto è nocivo per inalazione e può irritare le vie respiratorie (CL50 Inalazione - 4 h - 1,5 mg/l - polvere/nebbia).

## Applicazioni
Il composto è inoltre utilizzato:
- nelle preparazioni farmaceutiche,[12]
- come agente flottante,
- nelle sintesi organiche,[43]
- nella sintesi di tensioattivi che stabilizzano la dispersione dell'ossido di grafene ridotto (rGO),
- nella transesterificazione di oli vegetali per la produzione di biodiesel contenente esteri a catena ramificata,
- nella reazione di Mitsunobu per l'accoppiamento del salicilato di metile con substrati stericamente ingombrati.[13]